# إريك هيريرا
إريك هيريرا (بالإسبانية: Eric Herrera)‏ (16 فبراير 1992 ببنما - ) هو لاعب كرة قدم بنمي في مركز الوسط. لعب مع نادي أفيلينو ونادي ريميني ونادي ليتشي وAS Melfi ‏ وبوردينوني كالتشيو وPaganese Calcio 1926 ‏.

## روابط خارجية
- إريك هيريرا على موقع إي إس بي إن إف سي (الإنجليزية)
- إريك هيريرا على موقع قاعدة بيانات كرة القدم.إي يو (الإنجليزية)
- إريك هيريرا على موقع Soccerway.com (الإنجليزية)
- إريك هيريرا على موقع عالم كرة القدم.نت (الإنجليزية)